# Enrique Etcheverry
José Enrique Etcheverry Mendoza (Melo, 10 maggio 1996) è un calciatore uruguaiano, difensore del Villa Teresa.

## Carriera

### Club
Cresciuto nelle giovanili del Defensor Sporting, ha esordito il 15 dicembre 2013 in un match pareggiato 1-1 contro il River Plate (M).

### Nazionale
Nel 2013 con la nazionale Under-17 uruguaiana ha preso parte al campionato mondiale e al campionato sudamericano.
Nel 2015 con la nazionale Under-20 uruguaiana ha preso parte al campionato mondiale, disputando un match, ed al campionato sudamericano.

## Statistiche

### Presenze e reti nei club
Statistiche aggiornate al 6 gennaio 2017.
| Stagione        | Squadra           | Campionato      | Campionato | Campionato | Coppe nazionali | Coppe nazionali | Coppe nazionali | Coppe continentali | Coppe continentali | Coppe continentali | Altre coppe | Altre coppe | Altre coppe | Totale | Totale | Totale |
| Stagione        | Squadra           | Comp            | Pres       | Reti       | Comp            | Pres            | Reti            | Comp               | Pres               | Reti               | Comp        | Pres        | Reti        | Pres   | Reti   |        |
| --------------- | ----------------- | --------------- | ---------- | ---------- | --------------- | --------------- | --------------- | ------------------ | ------------------ | ------------------ | ----------- | ----------- | ----------- | ------ | ------ | ------ |
| 2013-2014       | Defensor Sporting | PD              | 2          | 0          |                 | -               | -               | CL                 | 2                  | 0                  |             | -           | -           | 4      | 0      |        |
| 2016            | Boston River      | PD              | 6          | 0          |                 | -               | -               |                    | -                  | -                  |             | -           | -           | 6      | 0      |        |
| 2017            | Boston River      | PD              | 22         | 1          |                 | -               | -               | CS                 | 3                  | 0                  |             | -           | -           | 25     | 1      |        |
| Totale carriera | Totale carriera   | Totale carriera | 30         | 1          |                 | -               | -               |                    | 5                  | 0                  |             | -           | -           | 35     | 1      |        |